# Список награждённых орденом «Родительская слава» (2009—2012)
Орденом «Родительская слава» награждаются многодетные родители или усыновители.
Награждаемые родители (усыновители) и их дети должны образовывать социально ответственную семью, вести здоровый образ жизни, обеспечивать надлежащий уровень заботы о здоровье, образовании, физическом, духовном и нравственном развитии детей, полное и гармоничное развитие их личности, а также подавать пример в укреплении института семьи и воспитании детей.
По первоначальному статуту награждению подлежали семьи с 4 и более детьми — гражданами Российской Федерации.
По новому статуту с 7 сентября 2010 года орденом награждаются семьи с 7 и более детьми — гражданами Российской Федерации.
Первое награждение новым орденом состоялось Указом Президента Российской Федерации № 17 от 4 января 2009 года, которым были награждены 8 семей. Торжественная церемония вручения наград состоялась 13 января 2009 года в Москве, в Большом Кремлёвском Дворце. На первой церемонии награждённым вручался только основной знак ордена в футляре, так как дополнительные знаки для ношения на одежде были учреждены несколько позже, Указом Президента Российской Федерации № 475 от 29 апреля 2009 года. В дальнейшем знаки для ношения на одежде были высланы в регионы проживания первых кавалеров ордена и вручены им в торжественной обстановке руководителями местных органов власти.
Всего за 2009—2012 годы принято 15 указов о награждении орденом «Родительская слава», которыми были награждены 206 российских семей. В 199 семьях из числа представленных в списке было воспитано или воспитывается 1680 детей, как своих, так и приёмных.
В некоторых семьях произошли трагические события. Семьи Неффов и Халиковых воспитали сыновей, погибших при исполнении воинского долга и которым посмертно было присвоено звание Героя России. В семье Панариных один из сыновей погиб на подводной лодке «Курск».

## Статистика награждений (2009—2012)
| Год      | Количество награждённых семей | Из них родителей-одиночек |
| -------- | ----------------------------- | ------------------------- |
| 2009 год | 69                            | 2                         |
| 2010 год | 52                            | 6                         |
| 2011 год | 31                            | 2                         |
| 2012 год | 54                            | 0                         |
| Всего:   | 206                           | 10                        |

## Список награждённых (2009—2012)
Количество детей и регион указаны на момент награждения орденом
 Розовым цветом выделены награждённые матери-одиночки (вдовы) или отцы-одиночки (вдовцы)
| Награждённые                                                                                     | Дата указа о награждении | Номер указа о награждении | Дата церемонии награждения | Количество детей | Регион                                                     |
| ------------------------------------------------------------------------------------------------ | ------------------------ | ------------------------- | -------------------------- | ---------------- | ---------------------------------------------------------- |
| Абасагаев Идир Салманович Абасагаева Зухре Рамазановна                                           | 26 ноября 2011 года      | № 1545                    | 17 мая 2012 года           | 8                | Дагестан, Мискинджа                                        |
| Абрамов Александр Васильевич Абрамова Мария Ивановна                                             | 13 мая 2010 года         | № 573                     | 5 июля 2010 года           | 5                | Саратов                                                    |
| Абрамов Николай Николаевич Абрамова Ольга Олеговна                                               | 29 ноября 2010 года      | № 1491                    | н/д                        | 10               | Санкт-Петербург                                            |
| Аветисян Симеон Завенович Аветисян Екатерина Арамовна                                            | 18 мая 2012 года         | № 627                     | 2 октября 2012 года        | 9                | Москва                                                     |
| Алтунбаев Камиль Иршатович Алтунбаева Ольга Сергеевна                                            | 18 мая 2012 года         | № 627                     | 31 октября 2012 года       | 7                | Самарская область, Похвистнево                             |
| Андреев Анатолий Порфирьевич Андреева Светлана Владимировна                                      | 6 мая 2009 года          | № 509                     | 8 июня 2009 года           | 6                | Татарстан, Бугульма                                        |
| Анисимов Василий Венедиктович Анисимова Татьяна Владимировна                                     | 20 сентября 2009 года    | № 1054                    | 3 ноября 2009 года         | 8                | Самарская область, Сергиевский район                       |
| Архипов Николай Иванович Архипова Наталья Аркадьевна                                             | 13 мая 2010 года         | № 573                     | 2 июня 2010 года           | 7                | Владимирская область, Покров                               |
| Афанасьев Николай Алексеевич Афанасьева Валентина Ивановна                                       | 16 декабря 2009 года     | № 1439                    | 22 апреля 2010 года        | 5                | Ленинградская область, Сиверский                           |
| Бабенцов Михаил Александрович Бебенцова Любовь Дмитриевна                                        | 6 мая 2009 года          | № 509                     | 8 июня 2009 года           | 9                | Ижевск                                                     |
| Багин Александр Фёдорович Багина Маргарита Александровна                                         | 18 мая 2012 года         | № 627                     | 2 июня 2012 года           | 10               | Свердловская область, Краснотурьинск                       |
| Бадагиев Фаил Фаястинович Бадагиева Дания Василовна                                              | 13 мая 2010 года         | № 573                     | 10 июня 2010 года          | 5                | Кировская область, Малмыжский район                        |
| Баландин Николай Васильевич Баландина Валентина Егоровна                                         | 6 мая 2009 года          | № 509                     | 8 июня 2009 года           | 7                | Пензенская область, Малосердобинский район                 |
| Балашов Валерий Александрович Балашова Татьяна Алексеевна                                        | 20 сентября 2009 года    | № 1054                    | 30 ноября 2009 года        | 5                | Архангельская область, Исакогорка                          |
| Балыбердин Александр Георгиевич Балыбердина Валентина Ивановна                                   | 16 декабря 2009 года     | № 1439                    | 1 марта 2010 года          | н/д              | Забайкальский край                                         |
| Батмитова Асланхан Ашнечевна                                                                     | 16 декабря 2009 года     | № 1439                    | 3 марта 2010 года          | 7                | Адыгея, Шовгеновский район                                 |
| Безматерных Андрей Геннадьевич Безматерных Любовь Сергеевна                                      | 18 мая 2012 года         | № 627                     | 26 октября 2012 года       | 14               | Барнаул                                                    |
| Белкин Алексей Владимирович Белкина Ольга Викторовна                                             | 13 мая 2010 года         | № 573                     | 10 июня 2010 года          | н/д              | Кировская область, Белохолуницкий район, с. Троица         |
| Белый Анатолий Филимонович Белая Гулнара Аманмурадовна                                           | 18 мая 2012 года         | № 627                     | 2 июня 2012 года           | 8                | Чита                                                       |
| Беляев Владимир Васильевич Беляева Галина Ивановна                                               | 6 мая 2009 года          | № 509                     | 1 июня 2009 года           | 9                | Башкортостан, Дуванский район                              |
| Бердышев Игорь Иванович Бердышева Елена Анатольевна                                              | 29 ноября 2010 года      | № 1491                    | н/д                        | 4                | Курская область, Дмитриев                                  |
| Берёзкин Сергей Викторович Берёзкина Елена Васильевна                                            | 18 мая 2012 года         | № 627                     | 8 июля 2012 года           | 11               | Санкт-Петербург                                            |
| Бечин Владимир Тимофеевич Бечина Анна Вячеславовна                                               | 29 ноября 2010 года      | № 1491                    | 5 октября 2011 года        | н/д              | Ханты-Мансийский автономный округ, Сургут                  |
| Бобров Юрий Владимирович Боброва Светлана Николаевна                                             | 25 мая 2012 года         | № 736                     | 26 августа 2012 года       | 10               | Республика Коми, Воркута                                   |
| Богачёв Евгений Николаевич Богачёва Людмила Александровна                                        | 13 мая 2010 года         | № 573                     | 8 июля 2010 года           | 6                | Новгородская область, Борисовское сельское поселение       |
| Богодухов Николай Акимович Богодухова Нина Петровна                                              | 16 декабря 2009 года     | № 1439                    | 1 марта 2010 года          | 4                | Чита                                                       |
| Боровиков Николай Николаевич Боровикова Анна Викторовна                                          | 28 февраля 2012 года     | № 248                     | 8 июня 2012 года           | 10               | Смоленская область, Ельнинский район                       |
| Борунов Владимир Иванович Борунова Татьяна Геннадьевна                                           | 29 ноября 2010 года      | № 1491                    | н/д                        | 5                | Московская область, Раменский район                        |
| Будниц Владимир Дмитриевич Будниц Ирина Сергеевна                                                | 18 мая 2012 года         | № 627                     | 2 июня 2012 года           | 9                | Хабаровский край, Солнечный район                          |
| Бужан Василий Фёдорович Бужан Ирина Анатольевна                                                  | 18 мая 2012 года         | № 627                     | 6 июля 2012 года           | 7                | Волгоградская область, Михайловский район, хутор Моховский |
| Бычков Сергей Николаевич Бычкова Людмила Владимировна                                            | 13 мая 2010 года         | № 573                     | 23 июня 2010 года          | 7                | Казахстан, Байконур                                        |
| Васильев Александр Ефимович Васильева Татьяна Александровна                                      | 13 мая 2010 года         | № 573                     | 2 июня 2010 года           | 10               | Псковская область, Дедовичский район                       |
| Владимирович Владимир Александрович Владимирович Татьяна Сергеевна                               | 28 февраля 2012 года     | № 248                     | 8 июля 2012 года           | 10               | Санкт-Петербург                                            |
| Власов Николай Викторович Власова Людмила Фёдоровна                                              | 18 мая 2012 года         | № 627                     | 10 июля 2012 года          | 8                | Владимирская область, Радужный                             |
| Воронкова Мария Васильевна                                                                       | 20 сентября 2009 года    | № 1054                    | 21 октября 2009 года       | 5                | Самарская область, Тольятти                                |
| Ворошилов Кирилл Константинович Ворошилова Юлия Васильевна                                       | 13 мая 2010 года         | № 573                     | 2 июня 2010 года           | 8                | Хакасия, Ширинский район                                   |
| Выскребенцев Сергей Иванович Выскребенцева Галина Петровна                                       | 4 мая 2011 года          | № 572                     | 24 ноября 2011 года        | 5                | Белгородская область, Валуйки                              |
| Вяткин Фёдор Иванович Вяткина Анна Петровна                                                      | 20 сентября 2009 года    | № 1054                    | 27 ноября 2009 года        | 9                | Томская область, Чаинский район                            |
| Габсалямов Илдар Саматович Габсалямова Рамзия Хамзовна                                           | 4 января 2009 года       | № 17                      | 13 января 2009 года        | 7                | Татарстан, Альметьевский район                             |
| Галиев Харис Гарипович Галиева Наила Абубакеровна                                                | 6 мая 2009 года          | № 509                     | 8 июня 2009 года           | 10               | Татарстан, Балтасинский район                              |
| Гамм Андрей Гербертович Гамм Мария Владимировна                                                  | 19 мая 2011 года         | № 646                     | 1 июня 2011 года           | 7                | Тюменская область, Исетский район                          |
| Глушенков Юрий Андреевич Глушенкова Марина Юрьевна                                               | 29 ноября 2010 года      | № 1491                    | 8 июля 2011 года           | 7                | Калуга                                                     |
| Голощапов Константин Вениаминович Гильмутдинова Ирая Кимовна                                     | 29 ноября 2010 года      | № 1491                    | 1 июня 2011 года           | 6                | Санкт-Петербург                                            |
| Гридасов Николай Егорович Гридасова Елена Александровна                                          | 20 сентября 2009 года    | № 1054                    | н/д                        | 6                | Ханты-Мансийский автономный округ, Нижневартовск           |
| Грищенко Юрий Михайлович Грищенко Светлана Валентиновна                                          | 20 сентября 2009 года    | № 1054                    | 10 декабря 2009 года       | 20               | Республика Коми, Ухта                                      |
| Грузин Владимир Владимирович Грузина Алевтина Ивановна                                           | 4 мая 2011 года          | № 572                     | 8 июня 2011 года           | 5                | Ульяновская область, с. Елховое Озеро                      |
| Гурман Александр Семёнович Гурман Любовь Алексеевна                                              | 6 мая 2009 года          | № 509                     | 8 июня 2009 года           | 8                | Ульяновск                                                  |
| Давлетшин Ринат Фаридович Давлетшина Энжу Ниязовна                                               | 20 сентября 2009 года    | № 1054                    | 21 октября 2009 года       | 5                | Казань                                                     |
| Демидов Юрий Васильевич Демидова Татьяна Станиславовна                                           | 16 декабря 2009 года     | № 1439                    | н/д                        | 7                | Смоленская область, Вязьма                                 |
| Долгоруков Сергей Александрович Долгорукова Татьяна Геннадьевна                                  | 6 мая 2009 года          | № 509                     | 8 июня 2009 года           | 5                | Кировская область, Оричевский район                        |
| Доржеев Владимир Андреевич Доржеева Любовь Дмитриевна                                            | 16 декабря 2009 года     | № 1439                    | 1 марта 2010 года          | 5                | Чита                                                       |
| Дружинин Юрий Александрович Дружинина Светлана Анатольевна                                       | 6 мая 2009 года          | № 509                     | 1 июня 2009 года           | 9                | Оренбургская область, Кувандыкский район                   |
| Емалетдинов Закир Закиевич Емалетдинова Амина Галимьяновна                                       | 16 декабря 2009 года     | № 1439                    | 18 февраля 2010 года       | 4                | Екатеринбург                                               |
| Енков Юрий Фёдорович Енкова Марина Александровна                                                 | 1 июня 2012 года         | № 760                     | 2 октября 2012 года        | 12               | Москва                                                     |
| Ершов Фёдор Сергеевич Савенок Ирина Эдуардовна                                                   | 20 сентября 2009 года    | № 1054                    | 12 ноября 2009 года        | 5                | Свердловская область, Лесной                               |
| Жамбалдоржиев Баян Жалсанович Жамбалдоржиева Зоя Акимовна                                        | 13 ноября 2012 года      | № 1515                    | н/д                        | 9                | Бурятия, Хоринский район                                   |
| Заватский Михаил Дмитриевич Заватская Марина Владимировна                                        | 16 декабря 2009 года     | № 1439                    | 2 марта 2010 года          | 8                | Тюмень                                                     |
| Заморщикова Анна Павловна                                                                        | 13 мая 2010 года         | № 573                     | 27 сентября 2010 года      | 12               | Якутия, Хангаласский улус                                  |
| Захаров Илья Викторович Захарова Людмила Владимировна                                            | 16 декабря 2009 года     | № 1439                    | 11 марта 2010 года         | 4                | Калужская область, Боровский район                         |
| Зевахин Николай Анатольевич Зевахина Галина Павловна                                             | 25 мая 2012 года         | № 736                     | 11 июля 2012 года          | 7                | Кировская область, пгт Кикнур                              |
| Зелинский Константин Владленович Зелинская Татьяна Ивановна                                      | 13 мая 2010 года         | № 573                     | 8 июля 2010 года           | 6                | Волгоградская область, Новониколаевский район              |
| Зубов Виталий Петрович Зубова Вера Павловна                                                      | 20 сентября 2009 года    | № 1054                    | 21 октября 2009 года       | 5                | Пермский край, Нытвенский район                            |
| Иванов Алексей Дмитриевич Иванова Надежда Александровна                                          | 28 февраля 2012 года     | № 248                     | 30 мая 2012 года           | н/д              | Новгородская область, Демянский район                      |
| Иванов Алексей Яковлевич Иванова Вера Александровна                                              | 25 мая 2012 года         | № 737                     | 11 июля 2012 года          | 11               | Башкортостан, Аургазинский район, д. Юламаново             |
| Ивановский Евгений Николаевич Ивановская Мария Васильевна                                        | 13 мая 2010 года         | № 573                     | н/д                        | н/д              | Тверская область, Бологое-2                                |
| Иванчук Василий Иванович Иванчук Галина Дмитриевна                                               | 28 февраля 2012 года     | № 248                     | 9 июня 2012 года           | 9                | Оренбургская область, Сакмарский район                     |
| Иванчук Сергей Владимирович Иванчук Ольга Николаевна                                             | 13 ноября 2012 года      | № 1515                    | 6 февраля 2013 года        | 9                | Калининград                                                |
| Иевлев Владимир Николаевич Иевлева Татьяна Георгиевна                                            | 16 декабря 2009 года     | № 1439                    | 11 июня 2010 года          | 6                | Республика Коми, Прилузский район                          |
| Изин Валерий Александрович Изина Надежда Вячеславовна                                            | 13 мая 2010 года         | № 573                     | 2 июня 2010 года           | 7                | Приморский край, Арсеньев                                  |
| Измайлов Алехан Салангиреевич Измайлова Марем Джебраиловна                                       | 18 мая 2012 года         | № 627                     | 2 июня 2012 года           | 7                | Ингушетия, Назрановский район                              |
| Имеев Анатолий Очирович Имеева Светлана Сарыловна                                                | 4 мая 2011 года          | № 572                     | 3 декабря 2011 года        | 7                | Элиста                                                     |
| Калиничев Григорий Григорьевич Калиничева Татьяна Дмитриевна                                     | 20 сентября 2009 года    | № 1054                    | 5 декабря 2009 года        | 6                | Брянск                                                     |
| Карачакова Валентина Еремеевна                                                                   | 13 мая 2010 года         | № 573                     | 1 сентября 2010 года       | 9                | Хакасия, Усть-Камышта                                      |
| Карданов Азамат Абубекирович Карданова Абчар Мухабовна                                           | 20 сентября 2009 года    | № 1054                    | 28 ноября 2009 года        | 8                | Карачаево-Черкесия, Хабезский район                        |
| Карпов Максим Владимирович Карпова Любовь Ананьевна                                              | 16 декабря 2009 года     | № 1439                    | 5 марта 2010 года          | 9                | Хакасия, Абакан                                            |
| Китаев Анатолий Дмитриевич Китаева Елена Анатольевна                                             | 6 мая 2009 года          | № 509                     | 1 июня 2009 года           | 14               | Алтайский край, Новоалтайск                                |
| Китко Сергей Викторович Китко Елена Геннадьевна                                                  | 6 мая 2009 года          | № 509                     | 1 июня 2009 года           | 16               | Краснодарский край, Ейск                                   |
| Козлов Владимир Александрович Козлова Наталья Николаевна                                         | 29 ноября 2010 года      | № 1491                    | 10 июня 2011 года          | 4                | Саратовская область, Балаково                              |
| Кокшаров Михаил Валентинович Кокшарова Мария Фёдоровна                                           | 13 мая 2010 года         | № 573                     | 10 июня 2010 года          | 7                | Пермский край, Лысьвенский район                           |
| Коньков Иван Степанович Конькова Анна Александровна                                              | 25 мая 2012 года         | № 737                     | 8 июля 2012 года           | 7                | Новгородская область, Боровичский район, д. Перелучи       |
| Королёв Валентин Викторович Королёва Наталья Валентиновна                                        | 13 мая 2010 года         | № 573                     | 15 октября 2010 года       | 4                | Архангельская область, Северодвинск                        |
| Корякин Александр Фёдорович Корякина Валентина Борисовна                                         | 29 ноября 2010 года      | № 1491                    | 15 июня 2011 года          | 4                | Забайкальский край, Приаргунский район                     |
| Крутиков Сергей Анатольевич Крутикова Алла Александровна                                         | 13 ноября 2012 года      | № 1515                    | 20 декабря 2012 года       | 8                | Архангельская область, Котлас                              |
| Крутов Александр Александрович Крутова Марина Анатольевна                                        | 20 сентября 2009 года    | № 1054                    | 21 октября 2009 года       | н/д              | Нижний Новгород                                            |
| Ксенофонтов Николай Иванович Ксенофонтова Татьяна Ивановна                                       | 4 мая 2011 года          | № 572                     | 15 ноября 2011 года        | 5                | Ленинградская область, Всеволожский район                  |
| Кубинец Василий Васильевич Кубинец Валентина Петровна                                            | 20 сентября 2009 года    | № 1054                    | 30 октября 2009 года       | 5                | Карелия, Пряжинский район                                  |
| Кундухашвили Хвича Арменович Корашвили Марина Теймуразовна                                       | 4 мая 2011 года          | № 572                     | 15 ноября 2011 года        | 4                | Ленинградская область, Выборг                              |
| Куренбин Геннадий Александрович Куренбина Галина Петровна                                        | 13 мая 2010 года         | № 573                     | н/д                        | 9                | Томск                                                      |
| Курушин Виктор Иванович Курушина Ирина Борисовна                                                 | 4 мая 2011 года          | № 572                     | 8 июня 2011 года           | 5                | Ульяновск                                                  |
| Кутаев Александр Иванович Кутаева Светлана Антоновна                                             | 19 мая 2011 года         | № 646                     | 8 июля 2011 года           | 7                | Республика Коми, Княжпогостский район                      |
| Лакеев Андрей Анатольевич Савина Валентина Павловна                                              | 13 ноября 2012 года      | № 1515                    | 11 декабря 2012 года       | 9                | Ивановская область, Пестяковский район, п. Пестяки         |
| Левин Владимир Аркадьевич Левина Юлия Михайловна                                                 | 13 мая 2010 года         | № 573                     | 27 сентября 2010 года      | 7                | Тамбовская область, Сосновский район                       |
| Левин Сергей Владимирович Левина Ирина Семёновна                                                 | 19 мая 2011 года         | № 646                     | 1 июня 2011 года           | 9                | Карачаево-Черкесия, станица Зеленчукская                   |
| Лихачев Степан Константинович Лихачева Галина Анатольевна                                        | 29 ноября 2010 года      | № 1491                    | 29 сентября 2011 года      | 4                | Архангельская область, Мезенский район                     |
| Лопанцев Владимир Иванович Лопанцева Татьяна Михайловна                                          | 20 сентября 2009 года    | № 1054                    | н/д                        | 4                | Курская область, Обоянь                                    |
| Лопканов Станислав Петрович Лопканова Ольга Ивановна                                             | 4 мая 2011 года          | № 572                     | 3 ноября 2011 года         | 4                | Чита                                                       |
| Лутов Раиль Аксанович Мутагарова Зиля Шигабовна                                                  | 6 мая 2009 года          | № 509                     | 8 июня 2009 года           | 10               | Башкортостан, Амангильдинский сельсовет                    |
| Лёвкин Николай Анатольевич Лёвкина Ксения Владимировна                                           | 4 января 2009 года       | № 17                      | 13 января 2009 года        | 6                | Москва                                                     |
| Максимов Владимир Сергеевич Максимова Ольга Борисовна                                            | 4 января 2009 года       | № 17                      | 13 января 2009 года        | 5                | Якутия, Золотинка                                          |
| Маликов Сергей Николаевич Маликова Вера Ивановна                                                 | 6 мая 2009 года          | № 509                     | 1 июня 2009 года           | 11               | Волгоградская область, Волжский                            |
| Малов Пётр Максимович Малова Валентина Алексеевна                                                | 29 ноября 2010 года      | № 1491                    | 13 мая 2011 года           | 4                | Чувашия, Батыревский район                                 |
| Мальцев Андрей Анатольевич Мальцева Светлана Викторовна                                          | 4 января 2009 года       | № 17                      | 13 января 2009 года        | 18               | Курганская область, Шадринск                               |
| Матвеев Виктор Геннадиевич Матвеева Галина Петровна                                              | 13 ноября 2012 года      | № 1515                    | н/д                        | 14               | Псков                                                      |
| Матвеева Галина Степановна                                                                       | 29 ноября 2010 года      | № 1491                    | 6 мая 2011 года            | 7                | Самарская область, Похвистнево                             |
| Матрашов Владимир Иванович Матрашова Елена Григорьевна                                           | 16 декабря 2009 года     | № 1439                    | 18 февраля 2010 года       | 5                | Новосибирская область, Коченевский район                   |
| Махмудов Сиражетдин Селимович Махмудова Татьяна Викторовна                                       | 13 мая 2010 года         | № 573                     | н/д                        | 9                | Томская область, Александровский район                     |
| Махов Владимир Иванович Махова Ирина Григорьевна                                                 | 19 мая 2011 года         | № 646                     | 1 июня 2011 года           | 10               | Хабаровский край, Солнечный район                          |
| Медведев Алексей Константинович Медведева Надежда Яковлевна                                      | 25 мая 2012 года         | № 737                     | 8 июля 2012 года           | 14               | Санкт-Петербург                                            |
| Медведев Владимир Валентинович Медведева Светлана Марковна                                       | 4 мая 2011 года          | № 572                     | 8 июня 2011 года           | 4                | Нижний Новгород                                            |
| Медведев Гаврил Фёдорович Медведева Марина Викентьевна                                           | 6 мая 2009 года          | № 509                     | 1 июня 2009 года           | 4                | Чувашия, Большое Чеменево                                  |
| Медведев Георгий Викторович Медведева Виктория Павловна                                          | 13 мая 2010 года         | № 573                     | 20 августа 2010 года       | 4                | Калининград                                                |
| Морозов Николай Георгиевич Морозова Любовь Александровна                                         | 28 февраля 2012 года     | № 248                     | 13 сентября 2012 года      | 7                | Ростовская область, станица Красюковская                   |
| Мороков Геннадий Осипович Морокова Татьяна Васильевна                                            | 18 мая 2012 года         | № 627                     | 2 июня 2012 года           | 12               | Республика Коми, Сыктывдинский район                       |
| Мужиченков Александр Анатольевич Мужиченкова Ирина Михайловна                                    | 25 мая 2012 года         | № 737                     | н/д                        | н/д              | Нижегородская область, Борский район, с. Кантаурово        |
| Мулеев Виталий Иванович Мулеева Валентина Ивановна                                               | 29 ноября 2010 года      | № 1491                    | н/д                        | 11               | Татарстан, Новое Ильмово                                   |
| Небогатов Игорь Александрович Небогатова Надежда Алексеевна                                      | 25 мая 2012 года         | № 736                     | 22 августа 2012 года       | 10               | Тверская область, Пеновский район                          |
| Нестеров Александр Геннадьевич Нестерова Ольга Васильевна                                        | 20 сентября 2009 года    | № 1054                    | 10 декабря 2009 года       | 6                | Сыктывкар                                                  |
| Нефодин Эдуард Евгеньевич Нефодина Александра Викторовна                                         | 13 мая 2010 года         | № 573                     | 18 июня 2010 года          | 5                | Ивановская область, Гаврилово-Посадский район              |
| Нефф Виталий Генрихович Нефф Елена Николаевна                                                    | 13 мая 2010 года         | № 573                     | 2 июля 2010 года           | 10               | Новосибирская область, Барабинский район                   |
| Нигматзянов Наил Габдрахманович Нигматзянова Гулирам Габидулловна                                | 18 мая 2012 года         | № 627                     | 18 декабря 2012 года       | 8                | Татарстан, Апастовский район                               |
| Никитченко Антон Андреевич Никитченко Елена Ивановна                                             | 13 ноября 2012 года      | № 1515                    | 30 января 2013 года        | 11               | Краснодарский край, Гулькевичи                             |
| Никифоров Алексей Иванович Никифорова Татьяна Геннадьевна                                        | 16 декабря 2009 года     | № 1439                    | 14 мая 2010 года           | 6                | Псков                                                      |
| Николаев Владимир Иванович Николаева Тамара Афанасьевна                                          | 18 мая 2012 года         | № 627                     | 31 октября 2012 года       | 8                | Удмуртия, Якшур-Бодьинский район, с. Селычка               |
| Николаев Сергей Тихонович Николаева Надежда Валентиновна                                         | 6 мая 2009 года          | № 509                     | 1 июня 2009 года           | 11               | Йошкар-Ола                                                 |
| Николаева Татьяна Ивановна                                                                       | 13 мая 2010 года         | № 573                     | 8 июля 2010 года           | 8                | Новгородская область, Демянский район                      |
| Николенко Николай Николаевич Николенко Людмила Петровна                                          | 13 мая 2010 года         | № 573                     | 2 июня 2010 года           | 25               | Краснодарский край, Северский район, п. Афипский           |
| Новиков Андрей Иванович Новикова Ирина Юрьевна                                                   | 13 ноября 2012 года      | № 1515                    | 8 марта 2013 года          | 11               | Амурская область, Бурейский район, п. Новобурейский        |
| Новиков Иван Анатольевич Новикова Алла Алексеевна                                                | 4 января 2009 года       | № 17                      | 13 января 2009 года        | 5                | Санкт-Петербург                                            |
| Орлов Евгений Сергеевич Орлова Наталья Владимировна                                              | 6 мая 2009 года          | № 509                     | н/д                        | 8                | Алтайский край, Новоалтайск                                |
| Осауленко Роман Тимофеевич Осауленко Наталья Юрьевна                                             | 18 мая 2012 года         | № 627                     | 6 июня 2012 года           | 12               | Волгоградская область, Котовский район                     |
| Осяк Иван Евгеньевич Осяк Надежда Алексеевна                                                     | 4 января 2009 года       | № 17                      | 13 января 2009 года        | 17               | Ростов-на-Дону                                             |
| Панарин Владимир Фёдорович Панарина Лидия Михайловна                                             | 20 сентября 2009 года    | № 1054                    | 29 декабря 2009 года       | 4                | Ленинградская область, Кировск                             |
| Панков Виктор Александрович Панкова Нина Николаевна                                              | 13 ноября 2012 года      | № 1515                    | 22 января 2013 года        | 8                | Майкоп                                                     |
| Перерва Валерий Георгиевич Перерва Людмила Дмитриевна                                            | 4 мая 2011 года          | № 572                     | 8 июня 2011 года           | 4                | Самарская область, Жигулёвск                               |
| Петренко Игорь Евгеньевич Петренко Нина Александровна                                            | 16 декабря 2009 года     | № 1439                    | 24 февраля 2010 года       | 6                | Московская область, Климовск                               |
| Петров Евгений Юрьевич Петрова Надежда Юрьевна                                                   | 20 сентября 2009 года    | № 1054                    | 5 декабря 2009 года        | 10               | Ивановская область, Вичуга                                 |
| Пинчук Иван Иванович Пинчук Надежда Васильевна                                                   | 19 мая 2011 года         | № 646                     | 1 июня 2011 года           | 13               | Смоленск                                                   |
| Подволоцкий Игорь Николаевич Подволоцкая Екатерина Игоревна                                      | 13 ноября 2012 года      | № 1515                    | 6 апреля 2013 года         | 7                | Нарьян-Мар                                                 |
| Поздняков Сергей Эдуардович Позднякова Зинаида Николаевна                                        | 25 мая 2012 года         | № 737                     | 10 июля 2012 года          | 9                | Липецкая область, Задонский район                          |
| Попов Владимир Васильевич Попова Надежда Ивановна                                                | 4 января 2009 года       | № 17                      | 13 января 2009 года        | 5                | Омск                                                       |
| Попов Николай Григорьевич Попова Валентина Анатольевна                                           | 13 мая 2010 года         | № 573                     | 5 июля 2010 года           | 17               | Бурятия, Кабанский район                                   |
| Попов Пётр Фёдорович Попова Ольга Александровна                                                  | 4 мая 2011 года          | № 572                     | 8 июня 2011 года           | 4                | Оренбургская область, Первомайский район                   |
| Правдолюбов Андрей Владимирович Правдолюбова Светлана Николаевна                                 | 13 мая 2010 года         | № 573                     | н/д                        | 6                | Рязанская область, Касимов                                 |
| Пчельников Павел Михайлович                                                                      | 13 мая 2010 года         | № 573                     | 8 июля 2010 года           | 10               | Липецкая область, Добринский район                         |
| Рассказов Александр Валентинович Рассказова Ольга Владимировна                                   | 4 мая 2011 года          | № 572                     | 28 августа 2012 года       | 6                | Карелия, Сортавальский район                               |
| Рева Владимир Маркович Рева Людмила Александровна                                                | 1 июня 2012 года         | № 760                     | н/д                        | н/д              | Республика Алтай, Чойский район, с. Уймень                 |
| Решитов Андрей Заирович Решитова Лариса Витальевна                                               | 6 мая 2009 года          | № 509                     | 1 июня 2009 года           | 9                | Омская область, Большереченский район                      |
| Розенко Константин Викторович Розенко Светлана Геннадьевна                                       | 13 мая 2010 года         | № 573                     | 2 июня 2010 года           | 6                | Ставропольский край, Новозаведенное                        |
| Ручко Станислав Семёнович Ручко Наталья Валентиновна                                             | 20 сентября 2009 года    | № 1054                    | н/д                        | 12               | Горно-Алтайск                                              |
| Рябов Иван Алексеевич Рябова Антонина Ивановна                                                   | 18 мая 2012 года         | № 627                     | 2 июня 2012 года           | 13               | Нижегородская область, Кулебаки                            |
| Рябчиков Александр Иванович Рябчикова Людмила Ильинична                                          | 25 мая 2012 года         | № 737                     | 8 июля 2012 года           | 8                | Санкт-Петербург                                            |
| Савельев Александр Николаевич Савельева Нина Александровна                                       | 18 мая 2012 года         | № 627                     | 2 июня 2012 года           | 12               | Волгоградская область, Среднеахтубинский район             |
| Савченков Анатолий Алексеевич Савченкова Людмила Васильевна                                      | 16 декабря 2009 года     | № 1439                    | 14 мая 2010 года           | 6                | Псковская область, Великие Луки                            |
| Сайфуллин Пётр Александрович Сайфуллина Галина Григорьевна                                       | 6 мая 2009 года          | № 509                     | 8 июня 2009 года           | 6                | Кировская область, Кильмезь                                |
| Салтыков Николай Николаевич Салтыкова Татьяна Сергеевна                                          | 13 мая 2010 года         | № 573                     | 2 июня 2010 года           | 17               | Московская область, Орехово-Зуевский район                 |
| Самойлов Иван Юрьевич Самойлова Лариса Александровна                                             | 19 мая 2011 года         | № 646                     | 13 сентября 2011 года      | 8                | Краснодарский край, Лабинск                                |
| Сасыков Шамиль Сасыкова Татьяна Владимировна                                                     | 25 мая 2012 года         | № 737                     | 2 октября 2012 года        | 7                | Москва                                                     |
| Семёнов Алексей Александрович Калашникова Раиса Михайловна                                       | 29 ноября 2010 года      | № 1491                    | 17 декабря 2010 года       | 5                | Республика Марий Эл, Моркинский район                      |
| Семёхин Александр Анатольевич Семёхина Анастасия Николаевна                                      | 16 декабря 2009 года     | № 1439                    | 5 марта 2010 года          | 12               | Орловская область, Свердловский район                      |
| Сизов Ростислав Владимирович Сизова Юлия Ивановна                                                | 18 мая 2012 года         | № 627                     | 2 октября 2012 года        | 7                | Москва                                                     |
| Сикорский Виктор Мирославович Сикорская Мария Ивановна                                           | 29 ноября 2010 года      | № 1491                    | 2 июня 2011 года           | 8                | Карелия, Олонец                                            |
| Скрипко Александр Вадимович Скрипко Ирина Борисовна                                              | 20 сентября 2009 года    | № 1054                    | 26 ноября 2009 года        | 14               | Санкт-Петербург                                            |
| Скурат Николай Константинович Митякина Ольга Николаевна                                          | 18 мая 2012 года         | № 627                     | 2 октября 2012 года        | 7                | Москва                                                     |
| Слободчиков Андрей Вадимович Слободчикова Елена Алексеевна                                       | 13 мая 2010 года         | № 573                     | 11 июня 2010 года          | 10               | Хабаровский край, Ванинский район                          |
| Соловьёв Андрей Борисович Соловьёва Надежда Всеволодовна                                         | 29 ноября 2010 года      | № 1491                    | н/д                        | 8                | Адыгея, Майкопский район                                   |
| Стовба Михаил Васильевич Стовба Валентина Сергеевна                                              | 26 ноября 2011 года      | № 1545                    | 7 марта 2012 года          | 13               | Орловская область, Свердловский район                      |
| Столяренко Геннадий Владимирович Столяренко Светлана Витальевна                                  | 29 ноября 2010 года      | № 1491                    | 9 декабря 2011 года        | 6                | Казань                                                     |
| Стрельцов Вадим Владимирович Стрельцова Елена Александровна                                      | 20 сентября 2009 года    | № 1054                    | 27 ноября 2009 года        | 17               | Калининградская область, Озёрский городской округ          |
| Стремский Николай Евгеньевич (лишён этой награды по постановлению суда) Стремская Галина Юрьевна | 26 ноября 2011 года      | № 1545                    | 9 июня 2012 года           | 26               | Оренбургская область, Саракташ                             |
| Сухов Иван Васильевич Сухова Ольга Андреевна                                                     | 4 мая 2011 года          | № 572                     | 1 июня 2011 года           | 7                | Оренбургская область, Новотроицк                           |
| Сухоруков Александр Ильич Сухорукова Тамара Гавриловна                                           | 18 мая 2012 года         | № 627                     | 2 октября 2012 года        | 8                | Москва                                                     |
| Сухоруков Павел Григорьевич Сухорукова Надежда Ивановна                                          | 20 сентября 2009 года    | № 1054                    | 27 ноября 2009 года        | 5                | Ставропольский край, Шпаковский район                      |
| Сухушин Евгений Юрьевич Сухушина Евгения Александровна                                           | 25 мая 2012 года         | № 736                     | 9 июня 2012 года           | 11               | Томская область, Северск                                   |
| Тепикин Товий Александрович Тепикина Наталья Робертовна                                          | 13 мая 2010 года         | № 573                     | 8 июля 2010 года           | 10               | Волгоградская область, Котельниково                        |
| Титов Александр Степанович Титова Татьяна Геннадьевна                                            | 16 декабря 2009 года     | № 1439                    | 1 марта 2010 года          | 4                | Пермский край, Берёзовский район                           |
| Толпышев Валерий Григорьевич Толпышева Людмила Николаевна                                        | 13 мая 2010 года         | № 573                     | 10 июня 2010 года          | 7                | Пермь                                                      |
| Третьяков Валерий Яковлевич Третьякова Елена Дмитриевна                                          | 25 мая 2012 года         | № 736                     | 2 октября 2012 года        | 11               | Москва                                                     |
| Трофименко Владимир Николаевич Трофименко Людмила Бахытжановна                                   | 18 мая 2012 года         | № 627                     | 3 июля 2012 года           | 8                | Ивановская область, Кинешма                                |
| Фавстов Вячеслав Николаевич Фавстова Ирина Анатольевна                                           | 18 мая 2012 года         | № 627                     | 31 октября 2012 года       | 8                | Республика Марий Эл, Медведевский район                    |
| Фадеев Виталий Юрьевич Фадеева Виолетта Владимировна                                             | 4 мая 2011 года          | № 572                     | 28 ноября 2011 года        | 5                | Калининград                                                |
| Фархутдинов Рамиль Хамзеевич Фархутдинова Эльмира Дамировна                                      | 20 сентября 2009 года    | № 1054                    | 9 декабря 2009 года        | 6                | Ямало-Ненецкий автономный округ, Муравленко                |
| Фелонюк Олег Петрович Фелонюк Татьяна Николаевна                                                 | 26 ноября 2011 года      | № 1545                    | 27 декабря 2011 года       | 9                | Воронежская область, Нововоронеж                           |
| Филимонов Николай Петрович Филимонова Ираида Николаевна                                          | 25 мая 2012 года         | № 736                     | 21 июня 2012 года          | 7                | Чувашия, Цивильский район, с. Первое Степаново             |
| Филиппов Сергей Альбертович Филиппова Ирина Анатольевна                                          | 19 мая 2011 года         | № 646                     | 23 ноября 2011 года        | 8                | Республика Коми, Сосногорск                                |
| Фисенко Евгений Геннадьевич Фисенко Инесса Владимировна                                          | 4 мая 2011 года          | № 572                     | 1 июня 2011 года           | 12               | Алтайский край, Тальменский район                          |
| Халиков Абдулхалик Алибалаевич Халикова Ханпери Мирземагомедовна                                 | 4 января 2009 года       | № 17                      | 13 января 2009 года        | 7                | Дагестан, Сулейман-Стальский район                         |
| Хитров Аркадий Николаевич Хитрова Валентина Владимировна                                         | 29 ноября 2010 года      | № 1491                    | 9 июня 2011 года           | 11               | Тверская область, Максатихинский район                     |
| Ходырев Сергей Борисович Ходырева Марина Анатольевна                                             | 18 мая 2012 года         | № 627                     | 2 июня 2012 года           | 12               | Калужская область, Обнинск                                 |
| Холкин Анатолий Александрович Холкина Нина Николаевна                                            | 19 мая 2011 года         | № 646                     | 21 октября 2011 года       | 7                | Кировская область, Юрьянский район                         |
| Хохлов Виктор Александрович Хохлова Людмила Александровна                                        | 16 декабря 2009 года     | № 1439                    | 4 марта 2010 года          | 11               | Брянская область, Брянский район                           |
| Цветкова Любовь Александровна                                                                    | 4 мая 2011 года          | № 572                     | 6 октября 2011 года        | 11               | Алтайский край, Заринский район                            |
| Целовальников Андрей Дмитриевич Кружальских Ольга Владимировна                                   | 13 мая 2010 года         | № 573                     | 8 июля 2010 года           | 12               | Липецкая область, Усмань                                   |
| Чаузова Ольга Михайловна                                                                         | 19 мая 2011 года         | № 646                     | 1 июня 2011 года           | 13               | Краснодарский край, станица Каневская                      |
| Черней Иван Николаевич Булай Надежда Андреевна                                                   | 26 ноября 2011 года      | № 1545                    | н/д                        | 8                | Магаданская область, Хасынский район                       |
| Чурсин Олег Викторович Чурсина Лариса Валентиновна                                               | 18 мая 2012 года         | № 627                     | 3 июля 2012 года           | 12               | Ивановская область, Шуйский район, д. Перемилово           |
| Шатров Василий Тимофеевич Шатрова Галина Константиновна                                          | 20 сентября 2009 года    | № 1054                    | 26 ноября 2009 года        | 16               | Санкт-Петербург                                            |
| Шафигуллин Мударис Гусманович Шафигуллина Дилбяр Мансуровна                                      | 13 мая 2010 года         | № 573                     | 2 июня 2010 года           | 8                | Татарстан, Буинский район                                  |
| Шелаев Сергей Анатольевич Шелаева Наталья Витальевна                                             | 25 мая 2012 года         | № 736                     | 10 июля 2012 года          | 7                | Липецкая область, Измалковский район                       |
| Шерварлы Григорий Константинович Шерварлы Ирина Ивановна                                         | 26 ноября 2011 года      | № 1545                    | 30 мая 2012 года           | 7                | Новгородская область, Холмский район                       |
| Шишкин Андрей Павлович Шишкина Светлана Николаевна                                               | 20 сентября 2009 года    | № 1054                    | 9 декабря 2009 года        | 6                | Чита                                                       |
| Шмидов Сергей Павлович Шмидова Любовь Павловна                                                   | 26 ноября 2011 года      | № 1545                    | 18 апреля 2012 года        | 32               | Калужская область, Жуковский район                         |
| Шмидт Роман Эдуардович Шмидт Людмила Аркадьевна                                                  | 13 мая 2010 года         | № 573                     | 18 июня 2010 года          | 15               | Ивановская область, Шуя                                    |
| Шурупова Лидия Ананьевна                                                                         | 29 ноября 2010 года      | № 1491                    | 10 июня 2011 года          | 9                | Воронежская область, Лискинский район                      |
| Юревич Андрей Владимирович Юревич Ольга Леонидовна                                               | 20 сентября 2009 года    | № 1054                    | 7 декабря 2009 года        | 7                | Красноярский край, Лесосибирск                             |
| Яковлев Сергей Николаевич Яковлева Людмила Николаевна                                            | 18 мая 2012 года         | № 627                     | 22 августа 2012 года       | 7                | Тверская область, Кувшиновский район                       |
| Якуничкин Николай Николаевич Якуничкина Любовь Ивановна                                          | 6 мая 2009 года          | № 509                     | 8 июня 2009 года           | 4                | Оренбургская область                                       |